# Gala Rizzatto

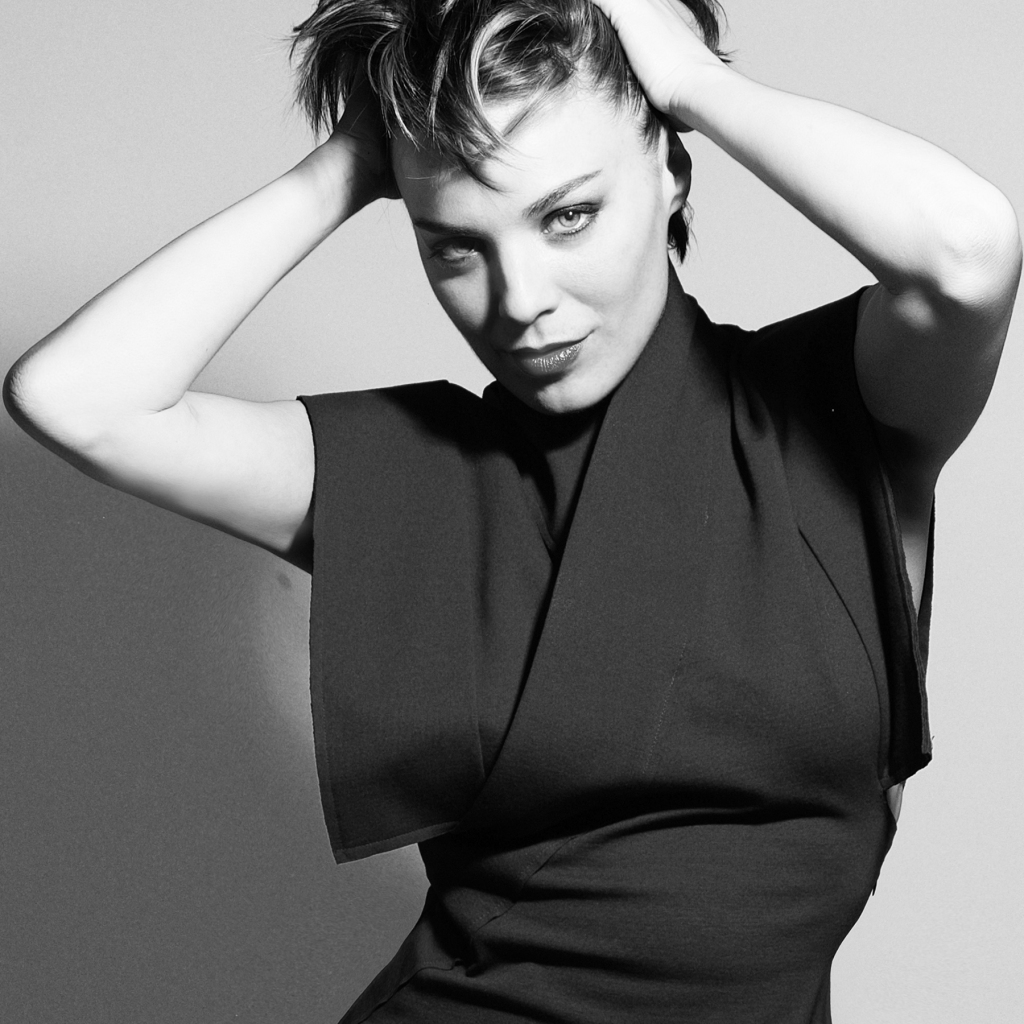
Gala

Gala Rizzatto (Milaan, 6 september 1975) - alias Gala - is een Italiaans singer-songwriter.

## Carrière
Gala verkocht meer dan zes miljoen platen wereldwijd. Haar debuutalbum Come into My Life met de nummers Freed from Desire, Let a Boy Cry en Come into My Life behaalde de top 3 in hitlijsten in Europa, Zuid-Amerika, Rusland en het Midden-Oosten.
In 1996 werd Gala genomineerd voor "Best Female Singer of the Year" in Italië door het tijdschrift Musica e Dischi. In juli 1997 kreeg ze een "Italian Dance Award" voor "The Best Pop-Dance Artist of the Year". Gala ontving een diamanten status in Frankrijk, platina in de Benelux en goud in het Verenigd Koninkrijk. In hetzelfde jaar werd ze genomineerd voor "The Best Dance Act" op de Mobo Awards in het Verenigd Koninkrijk samen met The Prodigy, The Chemical Brothers en Orbital.
In juli 1997 won ze de titel “Best Foreign Artist of the Year" in Cannes, Frankrijk.
Tussen 1995 en 1998 gaf ze verschillende optredens bij het  BBC-programma Top of the Pops, Taratata, Les Années Tubes, M6's Hit Machine, MTV Duitsland, het Bercy stadion in Parijs en Las Ventas in Madrid. Haar album Come into My Life werd uitgebracht in 1998 waarvan 4 liedjes de hitlijsten van Europa bereikten.

## Discografie

### Singles
- "Freed from Desire" (1996)
- "Everyone has inside" (1996)
- "Come into My Life" (1997)
- "Let a Boy Cry" (1997)
- "Suddenly" (1998)
- "Faraway" (2005)
- "Tough Love" (2009)
- "Lose Yourself in Me" (2012)
- "Taste of Me" (2013)
- "The Beautiful" (2014)
- "Rock Your World" (2014)
- "Love Impossible" (2015)
- "Start It Over" (2015)

#### Hitnoteringen
| Single met eventuele hitnotering(en) in de Nederlandse Top 40 | Datum van verschijnen | Datum van binnenkomst | Hoogste positie | Aantal weken | Opmerkingen                                              |
| ------------------------------------------------------------- | --------------------- | --------------------- | --------------- | ------------ | -------------------------------------------------------- |
| Freed From Desire                                             | 1996                  | 28-12-1996            | 5               | 11           | nr6 Mega Top 100 op Radio 3FM / Dancesmash op Radio 538  |
| Let a Boy Cry                                                 | 1997                  | 29-03-1997            | 9               | 10           | nr11 Mega Top 100 op Radio 3FM / Dancesmash op Radio 538 |
| Come into My Life                                             | 1997                  | 17-01-1998            | 32              | 5            | nr36 Mega Top 100 op Radio 3FM / Dancesmash op Radio 538 |
| Suddenly                                                      | 1998                  |                       | tip21           |              | Dancesmash op Radio 538                                  |

| Single met hitnotering(en) in de Vlaamse Ultratop 50 | Datum van verschijnen | Datum van binnenkomst | Hoogste positie | Aantal weken | Opmerkingen |
| ---------------------------------------------------- | --------------------- | --------------------- | --------------- | ------------ | ----------- |
| Freed from Desire                                    | 1996                  | 14-12-1996            | 1               | 24           |             |
| Let a Boy Cry                                        | 1997                  | 08-02-1997            | 1               | 24           |             |
| Come into My Life                                    | 1997                  | 22-11-1997            | 6               | 16           |             |
| Suddenly                                             | 1998                  | 06-06-1998            | 43              | 2            |             |

### Albums
- "L'album"
- "Come into My life" (1998)
Tracklist:
  1. Keep The Secret
  2. Come into My Life
  3. Suddenly
  4. Freed from Desire (Slow Version)
  5. Let a Boy Cry
  6. Summer Eclipse
  7. Dance or Die
  8. Come into My Life (Molella & Phil Jay Edit)
  9. 10 O'Clock
- "Gala Remixes"
- "Coming into a Decade (10th Anniversary)"
- "Tough Love"

#### Hitnoteringen
| Album met hitnotering(en) in de Vlaamse Ultratop 200 albums | Datum van verschijnen | Datum van binnenkomst | Hoogste positie | Aantal weken | Opmerkingen |
| ----------------------------------------------------------- | --------------------- | --------------------- | --------------- | ------------ | ----------- |
| Come into My Life                                           | 1997                  | 17-01-1998            | 28              | 7            |             |

| Album met eventuele hitnotering(en) in de Nederlandse Album Top 100 | Datum van verschijnen | Datum van binnenkomst | Hoogste positie | Aantal weken | Opmerkingen |
| ------------------------------------------------------------------- | --------------------- | --------------------- | --------------- | ------------ | ----------- |
| Come into My Life                                                   | 1997                  | 24-01-1998            | 20              | 11           |             |